# Darwin-könyvtár
A Darwin-könyvtár egy magyar nyelvű természettudományi könyvsorozat volt a 20. század elején, amely a következő műveket tartalmazta:
- 1. Bölsche [Wilhelm]. Utazás a hold körül. Ford.: Gáspár Lajos. 60 l.
- 2. Darwin [Charles]: Az ösztönről. Ford.: Fülöp Zsigmond. 60 l.
- 3. Ewald [Karl]: A kétlábú. (Az ősember regénye.) Ford.: Fodor Zoltán. 63 l.
- 4. Nothnagel [Hermann]: A halálról. Ford.: Schmidt Béla. 48 l., 1 t.
- 5. Diderot Denis: Levél a vakokról azokhoz, akik látnak. Ford.: Révész Béla. 67 l.
- 6. Lamarck Jean: A fajok átalakulása. Franciából ford.: Haner Viktor. 63 l.
- 7. Du Bois-Reymond [Emile]: Művelődéstörténet és természettudomány. Ford.: Kukuljević József. 56 l.
- 8. Weismann Ágost: Az élet határai. Ford.: Cserny Dezső. 63 l.